# 陸運関連の業界団体の一覧
日本の陸運関連の業界団体の一覧（りくうんかんれんのぎょうかいだんたいのいちらん）を示す。
陸運事業者の親睦などを目的とする団体、技術向上などを行う団体など、多岐にわたる。

## 業界団体一覧
- 日本陸送協会
- 全日本トラック協会
- 全国ダンプカー協会
- 鉄道貨物協会
- 全国通運協会
- 全国通運連盟
- バイク便協同組合
- 日本バイク便協同組合
- 日本貨物運送協同組合連合会
- 全国トラックターミナル協会
- 全国運転代行協会
- 日本バス協会
- 全国トラック交通共済協同組合連合会
- 全国ハイヤー・タクシー連合会
- 全国個人タクシー協会
- 全国福祉輸送サービス協会
- 公営交通事業協会
- 日本鉄道運転協会
- 日本民営鉄道協会
- 日本地下鉄協会
- 日本鉄道電気技術協会
- 日本鉄道技術協会
- 日本鉄道車輌機械技術協会
- 日本鉄道施設協会
- 海外鉄道技術協力協会
- 全国鉄道貨物取扱連合会
- 全国危険物安全協会